# Kamen iz Nore
Kamen iz Nore ali Norski napis je starodavni feničanski kamen z napisom, najden v Nori na južni obali Sardinije leta 1773. Čeprav ni bil odkrit v svojem primarnem kontekstu, je bil s paleografskimi metodami datiran v pozno 9. stoletje do začetek 8. stoletja pr. n. št. in še vedno velja za najstarejši feničanski napis, ki so ga našli kjerkoli zunaj Levanta.
Hrani se v Museo archeologico nazionale v Cagliariju in velja za posebej opaznega zaradi sklicevanja na ime Sardinija v feničanščini. Napis je znan kot KAI 46.

## Odkritje in objava
Odkritje kamna je bilo objavljeno leta 1774 v reviji Efemeridi letterarie di Roma, ki je objavila pismo, ki ga je Giovanni Bernardo De Rossi, takratni profesor orientalskih jezikov na Univerzi v Parmi, poslal Giovanniju Cristofanu Amaduzziju, profesorju grškega jezika na Univerzi Sapienza v Rim.
Odkril jo je Giacinto Hintz, profesor Svetega pisma in hebrejščine/orientalskih jezikov na Univerzi v Cagliariju, na sekundarni lokaciji, vgrajeni v suhozid blizu apside Chiesa di Sant'Efisio zunaj Pule na Sardiniji (takoj v bližini tega, kar je postalo znano kot arheološko najdišče Nora).

## Napis
Možno sklicevanje na Pigmaliona iz Tira izhaja iz razlage fragmentarnega napisa, ki jo je naredil Frank Moore Cross, kot sledi:
| Vrsta | Transkripcija | Prevod (Peckham)                 | Prevod (Cross)                 |
| a.    |               |                                  | Boril se je (?)                |
| b.    |               |                                  | s Sardinci (?)                 |
| 1     | btršš         | Iz Taršiša                       | v Taršišu                      |
| 2     | wgrš hʾ       | bil je odgnan;                   | n jih je izgnal                |
| 3     | bšrdn š       | on na Sardiniji                  | Med Sardinci                   |
| 4     | lm hʾ šl      | našel zatočišče                  | [zdaj] je v miru,              |
| 5     | m ṣbʾ m       | so njegove sile našle zatočišče: | (in) njegova vojska je v miru: |
| 6     | lktn bn       | Milkuton, sin                    | Milkatonovega sina             |
| 7     | šbn ngd       | Shubon, poveljnik.               | Shubna, general                |
| 8     | lpmy          | za Pummaya.                      | za (kralja) Pummaya.           |

## Interpretacija
V tem upodabljanju je Cross obnovil manjkajoči zgornji del tablice (ocenjeno na dve vrstici) glede na vsebino preostalega napisa, ki se nanaša na bitko, ki je bila izbojevana in dobljena. Druga možnost je, da »besedilo izkazuje čast bogu, najverjetneje v zahvalo za popotnikov varen prihod po nevihti«, opaža Robin Lane Fox.
Po Crossu je kamen postavil general Milkaton, Šubnov sin, zmagovalec proti Sardincem na mestu TRSS, zagotovo Taršiš. Cross domneva, da je Taršiš tukaj »najlažje razumeti kot ime mesta rafinerije na Sardiniji, verjetno Nora ali starodavnega mesta v bližini«. Predstavi dokaze, da je ime pmy (Pummay) v zadnji vrstici skrajšana oblika (hipokoristikon) imena Šubninega kralja, ki vsebuje samo božje ime, metoda krajšanja »ni redka v feničanskih in sorodnih kanaanskih narečjih«. Ker je bil samo en kralj Tira s tem hipokoristikonom v 9. stoletju pr. n. št., Cross obnovi ime v pmy[y]tn ali p'mytn, ki se v grški tradiciji prevaja kot Pigmalion.
Crossova interpretacija kamna iz Nore zagotavlja dodatne dokaze, da je bil Tir v poznem 9. stoletju pr. n. št. vpleten v kolonizacijo zahodnega Sredozemlja, kar daje verodostojnost ustanovitvi kolonije v Kartagini v tem časovnem okviru. Pigmalion, grška različica feničanskega kraljevega imena Pumayyaton, se pojavlja tudi v legendi o ustanovitvi Pafosa na Cipru, Robin Lane Fox pa bolj previdno meni, da je možna ciprska povezava: »Popotnik je morda celo imel povezave s Ciprom, kar kaže na ciprske stike vodil Feničane na ta otok«.
Vendar pa ta hipoteza ni splošno sprejeta in so jo zavrnili drugi učenjaki, ki so jo različno prevedli.

## Druga literatura
- Delcor, Mathias (1968). »Réflexions sur l'inscription phénicienne de Nora en Sardaigne«. Syria. Archéologie, Art et histoire. 45 (3): 323–352. doi:10.3406/syria.1968.6017.